# Batrachylodes
Batrachylodes é um género de anfíbio anuro pertencente família Ranidae.

## Espécies
- Batrachylodes elegans Brown et Parker, 1970.
- Batrachylodes gigas Brown et Parker, 1970.
- Batrachylodes mediodiscus Brown et Parker, 1970.
- Batrachylodes minutus Brown et Parker, 1970.
- Batrachylodes montanus Brown et Parker, 1970.
- Batrachylodes trossulus Brown et Myers, 1949.
- Batrachylodes vertebralis Boulenger, 1887.
- Batrachylodes wolfi (Sternfeld, 1920).